# 羽球 (球)

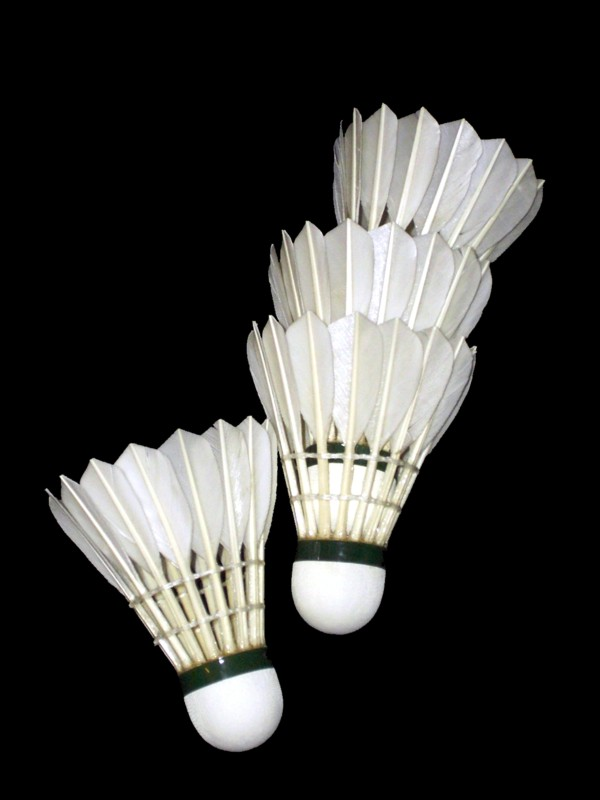
用鳥類羽毛製作的羽球

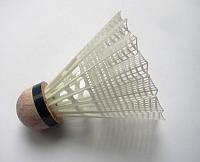
塑膠製的羽球

羽球（英語：或稱）是羽毛球運動中的器材。每顆羽球皆有一個軟木的球頭，紮有一圈向外展開的羽毛或其他合成材料所構成的裙狀結構，形似底部開放的圓錐體。羽球的形狀讓它受空氣動力學影響而能穩定飛行，且由於重心在球頭，使羽球無論最初是如何起飛，最後一定是球頭朝著飛行方向，並一直保持此一狀態飛行。

## 名稱由來
羽球的英文，在英文中常會簡稱為。這個單字由「shuttle」和「cock」組成，shuttle之意取自羽球在比賽時前後來回移動，類似織布機使用的梭子；cock則是形容羽球的裙身像是公雞身上的羽毛。

## 規格
根據世界羽聯公布的《羽球規則》，每顆羽球的重量介於4.74至5.50 g（0.167至0.194 oz）之間，需要由一個軟木製球頭及16根、每根長約62至70 mm（2.4至2.8英寸）的羽毛構成；球頭直徑介於25至28 mm（0.98至1.10英寸），而球頭另一端由16根羽毛圍繞而成的開口直徑為58至68 mm（2.3至2.7英寸）。最後要以線或其他適合的材料捆紮固定。
非羽毛所製成的羽球，可用類似羽毛之合成材料替代天然羽毛來製作裙身，其基座仍須使用與上述規格相同的軟木製球頭，而裙身長度與整體重量受合成材料的比重和材料特性影響，可以有百分之十以內的誤差。

### 「球速」
世界羽聯制定了每顆羽球的重量範圍，羽球製造商會再將球依據重量標示數字，即為部分市售羽球筒身上可見的數字標示，當球的重量越重時表示飛行速度越快。最常見的重量單位為格林（grain），標示的數字介於75至79之間，意為重量75格林至79格林；或以克為單位，如4.9克標示為49；也有廠商單純以數字0至5分類重量不同的羽球。這些重量標示被稱之為羽球的「球速」，一般會以數字稱呼不同重量的球，例如：重量為77格林的羽球會以「77速」稱之。
使用重量標示羽球的原因在於，羽毛容易受到所處環境影響，為此須視不同的環境選擇重量不同的羽球，控制球的飛行，例：高山空氣較平地稀薄，空氣阻力較小，羽球飛行較快；夏天氣溫較高，空氣密度較小而阻力較小，羽球飛行較快。較為正式的比賽，主辦方會在每天開賽前挑選參賽選手對不同速度的球進行測試，測試選手會在球場底線發球至對面落點測試區，主辦方再依結果選擇用球。

## 特性

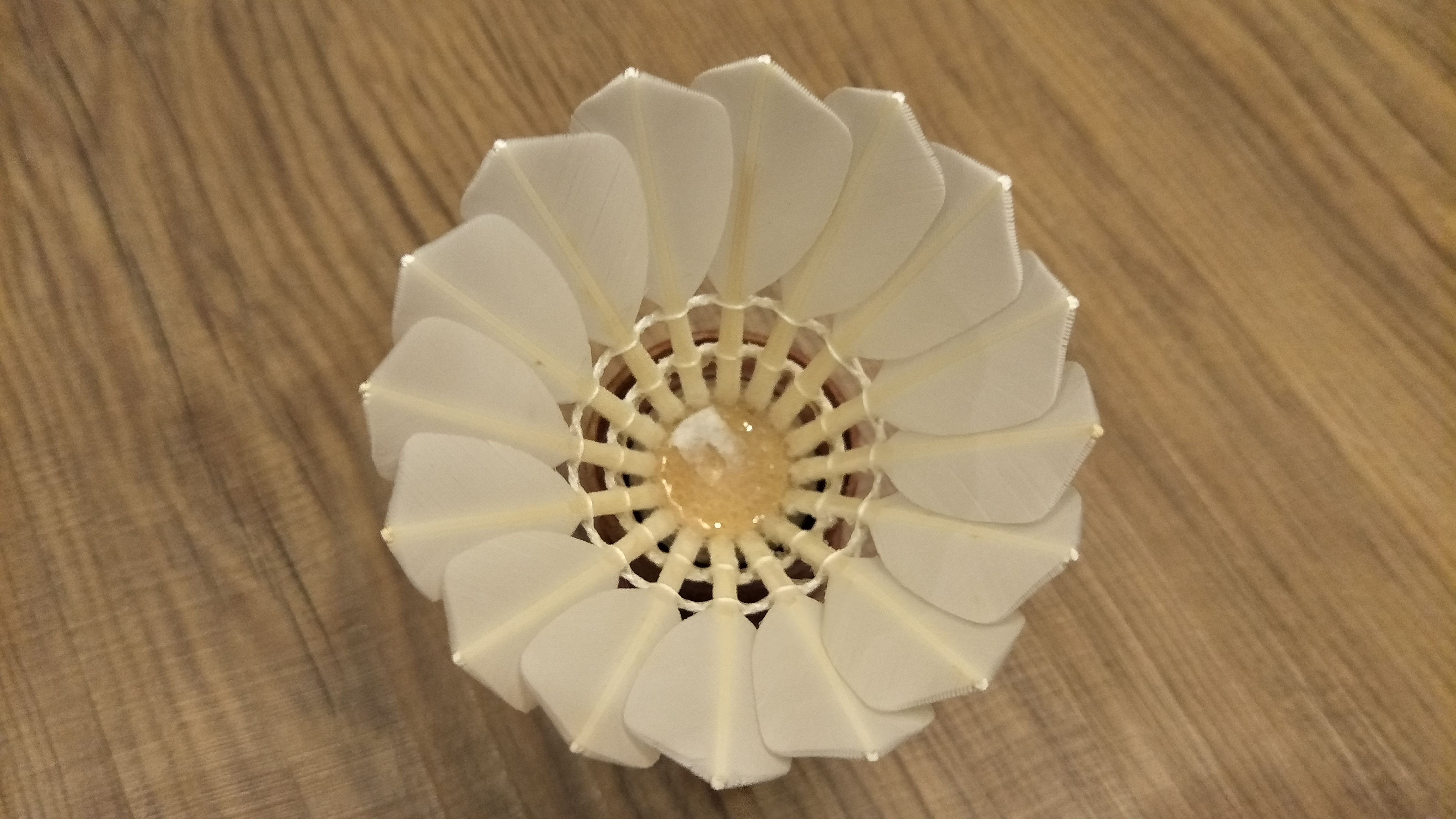
羽球的內側，可見每根羽毛間的排列與夾角

因為羽球是由羽毛製造，飛行方式與許多運動中使用的球不同。羽球在擊球瞬間的球速，目前比賽中最快的球速紀錄為每小時426公里，非比賽時的紀錄則為每小時565公里；然而因為羽毛產生的阻力，使羽球的速度在飛行時大幅衰減。阻力同時影響球員在擊球時，羽球和球拍拍面接觸的手感，球員能夠透過感受阻力控制回球的路線和落點。

### 重心
羽球的重心位於球頭，使羽球能夠保持球頭在前飛行。如果重心不在球頭會讓羽球難以控制飛行方向和落點。

### 飛行時的旋轉
因為羽毛按照次序，並以一定的角度疊成一圈鑲嵌於球頭，使其受空氣動力影響，帶動羽球在飛行時的旋轉，可以讓飛行路徑更加穩定和精準，每片羽毛之間相疊的角度也會影響羽球飛行時的轉速，轉速的快慢亦會影響飛行時速度的衰減；現今大部分羽毛的排列方式，使羽球飛行時以逆時針旋轉。羽球在飛行時的自轉轉速也會消耗飛行時的動能，導致球速衰減，也同時會影響羽球最後的飛行路線和落點，因此羽毛必須要有足夠的強度，才能避免羽毛容易變形影響羽球的飛行軌跡。由於世界羽聯並未制定羽球轉速的標準，目前主要的羽球品牌將比賽用球轉速定於每分鐘400轉左右。

## 構造和材料

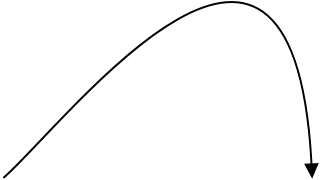
羽毛製羽球的飛行軌跡示意

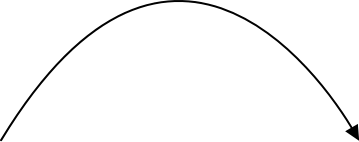
塑膠製羽球的飛行軌跡示意

每顆羽球由被稱之為「球頭」並被一層薄皮包覆的半圓形軟木，以及鑲嵌約莫16根羽毛圍繞而成的「球裙」所構成。因為鵝、鴨兩翼的羽毛是對稱的，為了令羽球能夠正常飛行，每顆羽球通常只使用鳥類的同一側羽毛製作。

### 鵝毛與鴨毛
羽球的羽毛來自鵝或鴨。相較於鴨毛，鵝的羽毛羽幹更粗、油脂含量更多，使其更耐寒和耐打，但鵝的成長周期較長且產量較少。通常鵝毛球價格較高，品質較好；鴨毛球價低，品質較差。

### 羽毛與人造材料
因為羽毛非常脆弱，使得羽球非常容易受到損壞，而需要時常在比賽時更換新球。肇因於此而開始有人造材料替代羽毛製作羽球的裙身，最常見的就是塑膠製羽球，一般會稱其為「塑膠球」。除此之外，普通羽球的製作過程繁瑣且原料供應不足而開始有更多的人造材料被研發，然而人造材料難以企及天然羽毛產生的特性，目前尚難以應用於正式的比賽場合或程度較高的一般參與者。主要的問題在於人造材料製作的羽球由於重心偏向裙身，使飛行軌跡與一般羽球不盡相同，其次是球的轉速和阻力感影響大眾的接受度。
為了減少頻繁更換羽球造成環境負擔，及羽球製造日益增加的成本，世界羽聯與運動品牌YONEX合作研發人造羽毛製作的羽球，以減少使用天然羽毛製造的羽球。經過一段時間在部分低級別賽事測試後，羽聯曾經宣布於2021年起正式啟用人造羽球，但曾經試用過的選手則對此表示疑慮。馬來西亞名宿李宗偉認為人造羽球飛行軌跡仍有落差，且球的飛行速度很快；另一名曾在比賽中使用過人造羽球的馬來西亞選手楊升宙也認為還不適合在國際大賽使用，因其會減少多拍次數而精采度降低。

### 戶外羽球
羽球容易受風的影響，而被歸類為室內運動。羽毛球世界联合会為了讓羽球運動能夠走到室外，自2014年起與新加坡的南洋理工學院合作，研發能夠抗風的新型羽球，其外型類塑膠球，在2018上半年確定其原型，並在2019年開始推廣、2020年生產上市。世界羽聯將新型羽球稱之為，使用這種羽球的新項目稱為。

## 外部連結
- 维基共享资源上的相關多媒體資源：羽球
- 维基词典中的词条「羽毛球」